# 精力剤
精力剤（せいりょくざい）とは、主に更年期以降における男性を対象とした、性機能増強のための薬剤および一般食品の俗称。大きく分けて医薬品に類されるものと、それ以外の食品（サプリメント、健康食品や清涼飲料水など）がある。女性を対象としたものもあるが、ここでは特別な場合を除き、とりわけ更年期以降の男性を対象とした精力剤について言及するものとする。

## メカニズム
精力剤の成分メカニズムは大きく分けて加齢、ストレス、喫煙習慣などによって血流が停滞したとき、末梢血管、とりわけ陰部への血流を促進させるためのものや、同様にストレスやミネラル不足による性ホルモン分泌抑制、あるいは産生物質不足によって生じた精力減退に対して性ホルモン分泌を促進させるもののほか、滋養強壮や疲労回復を目的とし、間接的に精力の増強を謳ったものなどがある。

## 成分
医薬成分
テストステロン、メチルテストステロン、ストリキニーネ、ヨヒンビン、ジゾノール
いずれも性ホルモン産生成分である。これらが配合された医薬品では、いずれも第一類医薬品に類される予定であり、将来的には薬剤師のみ販売資格を持つ。
その他の成分
オットセイ
オットセイから抽出できるカロペプタイドというたんぱく質には末梢血管を拡張させる働きがある。
マムシ
内臓を取り除いて黒焼きにしたものは、反鼻と呼ばれる漢方生薬にもなっている。血行促進、滋養強壮効果がある。タウリン、メチオニン、チロシン、グルタミン酸などを含む。
サソリ
古代アラビア、ペルシアなどでは古くから精力剤として珍重されていた。実際の所、アミノ酸を除けば特別な成分を含んでおらず、小さな体でありながら毒を持つというその強さにあやかり、精力増強に結びつけていたというイメージ的な部分が強い。
スッポン
古代中国では上流階級者たちの食膳として用いられ、古くから滋養強壮、疲労回復効果が謳われてきた。亜鉛、鉄、カリウム、セレン、リン、マンガンなどミネラル類を多く含む。
ニンニク
古くより滋養強壮、疲労回復効果が謳われてきた成分で、古代中国、エジプトなどでも重宝された。アリシン、アホエン、セレンなど様々な成分を含む。
マカ
ペルー原産の野菜で、根を用いる。豊富なミネラル分を含む。古代インカ帝国の男性らが愛用していたといわれ、滋養強壮などに効果を発揮する。
高麗人参（朝鮮人参）
日本薬局方にも収載されている生薬成分で、疲労回復、解熱など様々な作用がある。
亜鉛
前立腺で性ホルモンの生成に関与するミネラルで、”性のミネラル”の異名を持つ。同ミネラルを配合している場合は、食品衛生法に基づき、栄養機能食品の効果を標榜することができる。
カンフェリア・ロットンダ
ショウガ科の植物で、血流改善により体を温める効果が期待される。その他には、生理痛の緩和やコレステロール値の低下、鎮痛作用、抗菌効果、滋養強壮効果など様々な作用がある。
その他、ガラナ、鹿茸（鹿の角）、ムイラプアマ、パフィア、アシュワガンダ（インド原産の薬用人参）、冬虫夏草、霊芝など様々な成分が用いられる。

## 包装
精力剤は、一見、いかにもそれらしいものと分かるような、卑猥な文句や図柄が用いられていることが多く、購買意欲をそそる意匠となっている。ただし、これは特に規制の設けられていない食品（サプリメント、清涼飲料水含む）に限られており、医薬品の場合は薬事法第66条第3項において、「わいせつにわたる文書又は図画を用いてはならない」とされているため、その基準に適合した図柄にとどめられている。

## 法制上の問題
日本の法制では、厚生労働省の承認・認可を受けた医薬品・医薬部外品・特定保健用食品（トクホ）しか健康上の効果を標榜できない。認可のない一般の食品の扱いでありながら医薬効果を謳ったり、基準以上に生薬成分を配合していた、あるいは無承認の医薬成分を含んでいたことなどによる無許可無承認医薬品の問題がよく取り沙汰される。また、個人輸入による輸入医薬品、あるいは輸入食品による健康被害も問題となっている。また、通販などでは薬剤師の資格を有していないのに、食品に紛れて医薬品を無許可販売していた例などもある。